# 멀티버스 (마블 코믹스)
마블 코믹스에서 대부분의 이야기는 더 큰 평행 우주의 일부인 가상의 마블 유니버스에서 일어난다. 대부분의 마블 코믹스의 스토리가 일어나는 주요 세계관은 어스-616으로 지정되었으며, 멀린이 수호함으로써 평행 우주는 안정되었다. 각각의 유니버스는 그 세계에 있는 브리티시 섬을 지키기 위해 지정된 캡틴 브리튼을 가지고 있으며, 이들은 캡틴 브리튼 군단으로 알려져 있다. 평행 우주에서 각각의 지구는 거의 대부분의 시간 동안 신비한 삼위일체인 비샨티가 아이 오브 아가모토(Eye of Agamotto)의 위협으로부터 세계를 지키기 위해 임명한 소서러 슈프림이 수호한 것으로 보인다. 
후에 많은 작가들이 엑사일스, 엑스맨, 얼티밋 판타스틱 포와 같은 타이틀에서 평행 우주를 적용하거나 개정하였다. 새로운 우주는 레이철 서머스, 케이블, 비샵과 같이 시간을 여행하는 캐릭터의 행동이 이들이 사는 세계의 역사에 대안 역사를 부여하였기 때문에 이들이 등장하는 스토리에서 파생되었다.

## 같이 보기
- 마블 유니버스
- 멀티버스 (DC 코믹스)